# Льюис, Фредди (баскетболист, 1943)
Фредерик Л. Льюис (англ. Frederick L. Lewis, род. 1 июля 1943 года в Хантингтоне, Западная Виргиния, США) — американский профессиональный баскетболист, один из лучших игроков Американской баскетбольной ассоциации, отыгравший все девять сезонов её существования. Один из тридцати членов сборной всех времён АБА.

## Карьера
Льюис был выбран под 88-м номером на драфте НБА 1966 года командой «Цинциннати Роялз». После одного сезона за «Роялз», Фредди провёл следующие семь лет в «Индиана Пэйсерс».
Хотя такие игроки, как Роджер Браун и Мел Дэниелс, получили больше внимания от поклонников «Пэйсерс», Льюис внёс значительный вклад в три чемпионства АБА команды (в 1970, 1972 и 1973 годах). Кроме того он представлял «Индиану» на трёх матчах всех звёзд АБА (1968, 1970, 1972). После поражения «Пэйсерс» от клуба «Юта Старз» в полуфинале АБА 1974 года, Фредди вместе с Брауном и Дэниелсом были обменяны в «Мемфис Саундс». Затем Льюис был обменян в «Спиритс оф Сент-Луис» на Тома Оуэнса.
В сезоне 1974—1975 Фредди в среднем набирал 22,6 очков за игру, был признан самым ценным игроком матча всех звёзд АБА 1975 и вывел молодую команду в плей-офф АБА. Но Льюис получил травму лодыжки, в итоге «Спиритс» проиграли будущему чемпиону «Кентукки Колонелс». Проведя ещё один сезон в «Спиритс оф Сент-Луис», вернулся в «Индиана Пэйсерс», которая к тому времени выступала в НБА, и завершил карьеру в 1977 году на отметке в 12 033 набранных за карьеру очка.

## Статистика

### Статистика в НБА
| Сезон                                                                                    | Команда    | Регулярный сезон | Регулярный сезон | Регулярный сезон | Регулярный сезон | Регулярный сезон | Регулярный сезон | Регулярный сезон | Регулярный сезон | Регулярный сезон | Регулярный сезон | Регулярный сезон | Серия плей-офф | Серия плей-офф | Серия плей-офф | Серия плей-офф | Серия плей-офф | Серия плей-офф | Серия плей-офф | Серия плей-офф | Серия плей-офф | Серия плей-офф | Серия плей-офф |
| Сезон                                                                                    | Команда    | GP               | GS               | MPG              | FG%              | 3P%              | FT%              | RPG              | APG              | SPG              | BPG              | PPG              | GP             | GS             | MPG            | FG%            | 3P%            | FT%            | RPG            | APG            | SPG            | BPG            | PPG            |
| ---------------------------------------------------------------------------------------- | ---------- | ---------------- | ---------------- | ---------------- | ---------------- | ---------------- | ---------------- | ---------------- | ---------------- | ---------------- | ---------------- | ---------------- | -------------- | -------------- | -------------- | -------------- | -------------- | -------------- | -------------- | -------------- | -------------- | -------------- | -------------- |
| 1966/67                                                                                  | Цинциннати | 32               |                  | 10,4             | 39,2             |                  | 70,7             | 1,4              | 1,3              |                  |                  | 4,7              | 3              |                | 3,0            | 44,4           |                | -              | 1,3            | 0,0            |                |                | 2,7            |
| 1976/77                                                                                  | Индиана    | 32               |                  | 17,3             | 40,7             |                  | 80,5             | 1,5              | 1,8              | 0,6              | 0,1              | 7,0              | Не участвовал  | Не участвовал  | Не участвовал  | Не участвовал  | Не участвовал  | Не участвовал  | Не участвовал  | Не участвовал  | Не участвовал  | Не участвовал  | Не участвовал  |
|                                                                                          | Всего      | 64               |                  | 13,8             | 40,1             |                  | 77,1             | 1,4              | 1,5              | 0,6              | 0,1              | 5,8              | 3              |                | 3,0            | 44,4           |                | -              | 1,3            | 0,0            |                |                | 2,7            |
| Наведите курсор мыши на аббревиатуры в заголовке таблицы, чтобы прочесть их расшифровку. |            |                  |                  |                  |                  |                  |                  |                  |                  |                  |                  |                  |                |                |                |                |                |                |                |                |                |                |                |

### Статистика в NCAA
| Сезон | Команда       | Conf  | Class | GP | GS | MPG | FG%  | 3P% | FT%  | RPG | APG | SPG | BPG | PPG  |
| --- | ------------- | ----- | ----- | -- | -- | --- | ---- | --- | ---- | --- | --- | --- | --- | ---- |
| 1964/65 | Аризона Стэйт | WAC   | JR    | 27 |    |     | 40,4 |     | 76,1 | 6,9 |     |     |     | 13,8 |
| 1965/66 | Аризона Стэйт | WAC   | SR    | 26 |    |     | 48,2 |     | 81,6 | 6,0 |     |     |     | 22,7 |
| Всего | Всего         | Всего | Всего | 53 |    |     | 44,8 |     | 79,4 | 6,5 |     |     |     | 18,2 |
| Наведите курсор мыши на аббревиатуры в заголовке таблицы, чтобы прочесть их расшифровку Статистика приведена с сайта sports-reference.com |               |       |       |    |    |     |      |     |      |     |     |     |     |      |